# Héron
Pour les articles homonymes, voir Héron (homonymie).
Taxons concernés
Les hérons se trouvent dans les genres :
- Ardea
- Bubulcus coromandus
- Butorides
- Egretta
- Pilherodius
- Syrigmamodifier

Héron est un terme générique désignant de nombreuses espèces d'oiseaux appartenant à différents genres de la famille des ardéidés. Ce sont des oiseaux échassiers de taille moyenne à grande, se caractérisant par un cou long et grêle, replié en forme de « S », et par un bec jaune orangé, allongé et conique en forme de poignard. Les hérons vivent dans les zones humides, les plans d'eau (lacs ou étangs) et les cours d'eau, se nourrissant de batraciens, poissons ou rongeurs.
Le petit du héron s'appelle le héronneau.
La famille des ardéidés comprend aussi les aigrettes ainsi que les butors et apparentées : crabiers, bihoreaux, savacou, onorés et blongios ; dont certaines espèces sont également qualifiées de hérons.

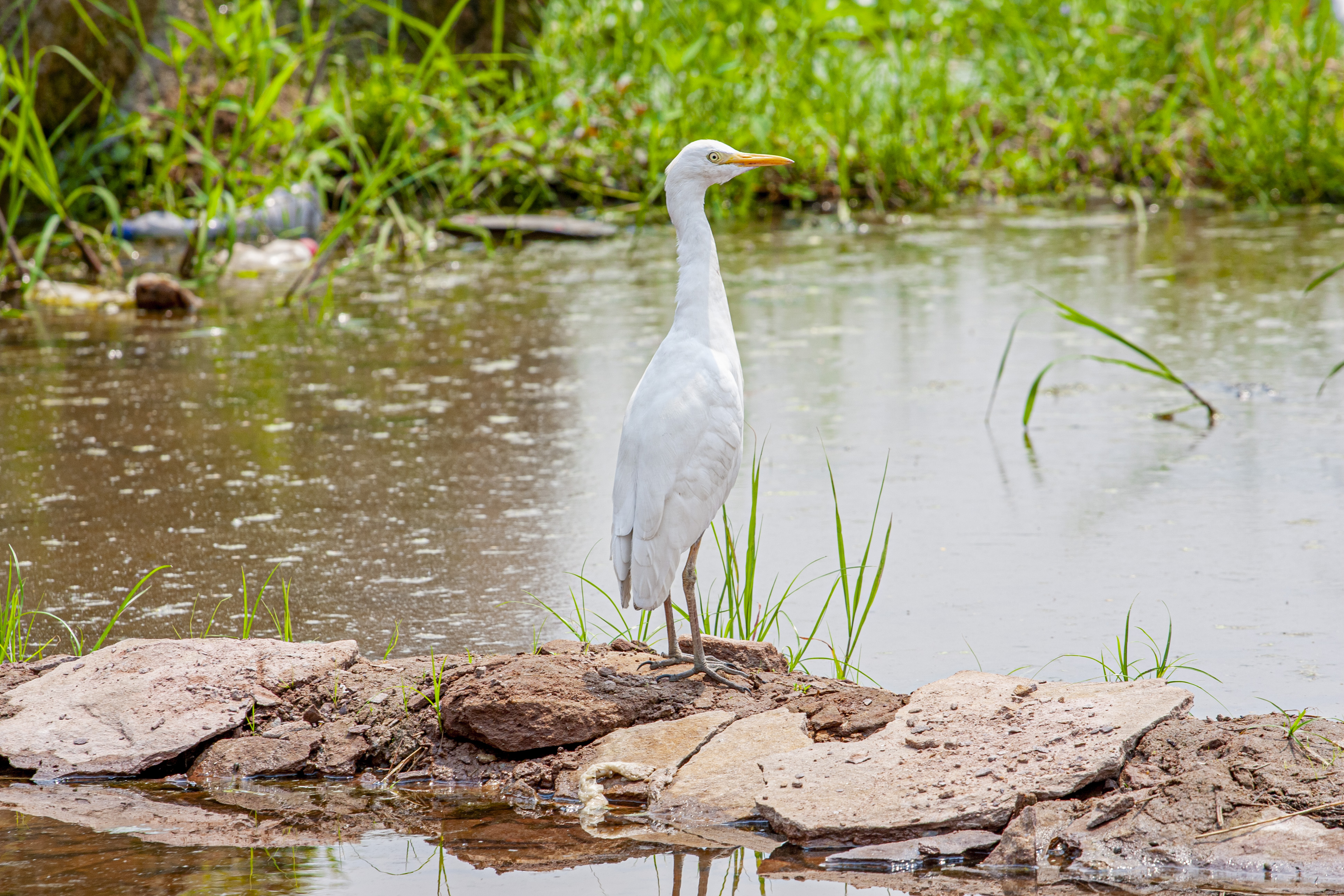
Héron au bord du fleuve Congo dans la commune de Ngaliema.

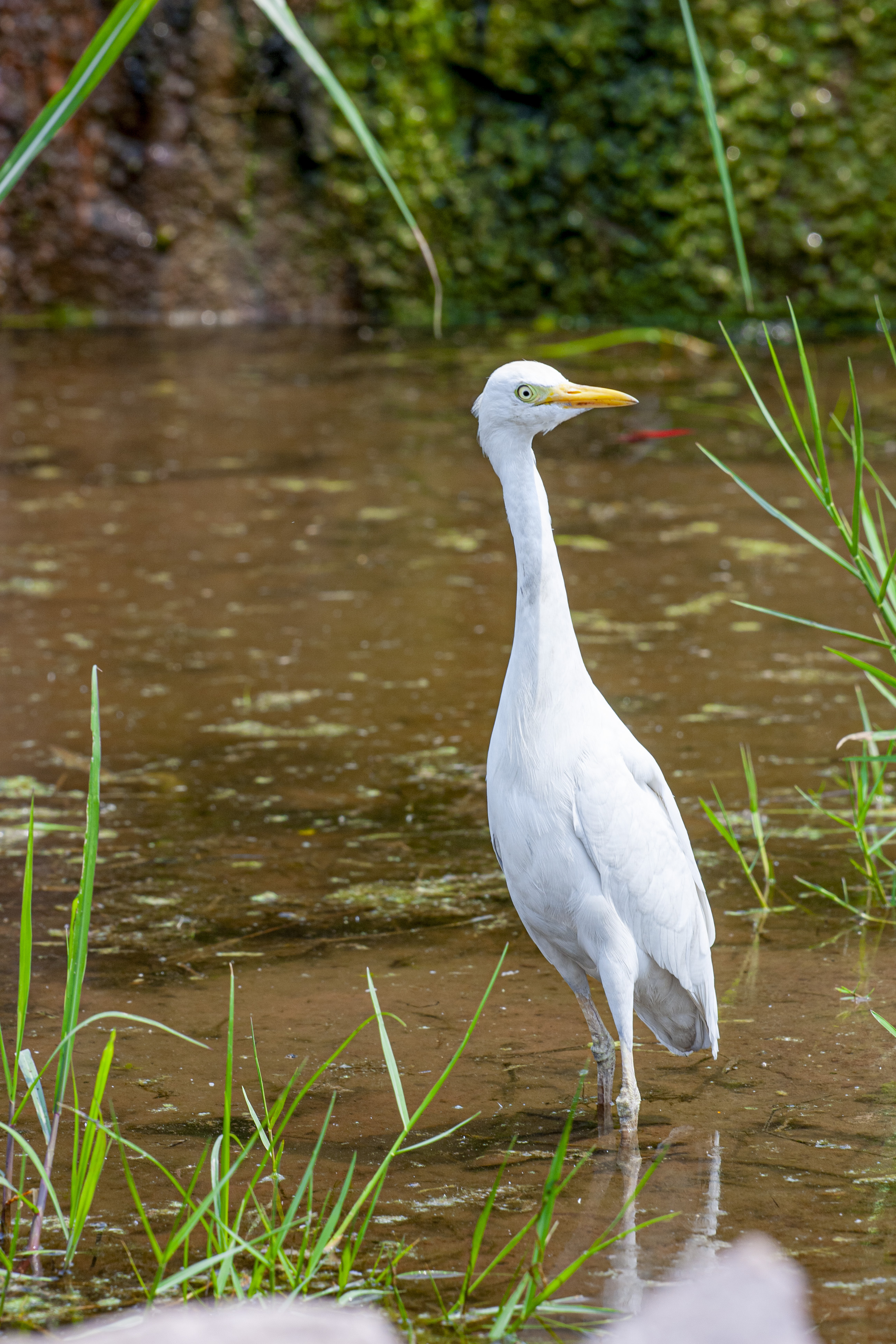
Héron au bord du fleuve Congo à Kinshasa-Ngaliema.

## Étymologie
Le terme « héron » est attesté en français depuis le XIVe siècle. Ce terme dérive du francique *haigro, origine que l'on retrouve en haut allemand heigir, en moyen flamand heiger et danois hejrer. Le proto-germanique haigrô est issu du proto-indo-européen (s)ḱrey, « crier, hurler ». Pour l'ornithologue Michel Desfayes, la huppe pointue du héron suggère que le terme « vient d'une racine h-r qui signifie pointu, hérissé. Il mentionne par exemple à l'appui de son idée l'expression issue de la fauconnerie « faucon ahuri », c'est-à-dire faucon qui possède des plumes hérissées sur la nuque. Ahuri et hurluberlu sont deux mots dérivés de hure, ou tête hirsute (la connotation péjorative de ces mots vient de l'idée que quelqu'un qui est ébouriffé ou dont les cheveux sont mal peignés ne saurait avoir un comportement normal). Les Indiens d'Amérique du Nord ont souvent été nommés Hurons (à tête hérissée), en raison de leur coiffure de plumes ».

## Liste des noms normalisés
Nom normalisé de la CINFO (mise à jour en 2009) pour les espèces valides existantes d'après la classification de référence (version 2.2, 2009) du Congrès ornithologique international (ordre phylogénique) :
- Grand Héron - Ardea herodias ;
- Héron à bec jaune - Ardea brachyrhyncha ;
- Héron à tête blanche – Ardea pacifica ;
- Héron cendré – Ardea cinerea ;
- Héron cocoi – Ardea cocoi ;
- Héron coiffé – Pilherodius pileatus ;
- Héron de Humblot – Ardea humbloti ;
- Héron des Galapagos – Butorides sundevalli ;
- Héron flûte-du-soleil – Syrigma sibilatrix ;
- Héron garde-bœufs – Bubulcus ibis ;
- Héron goliath – Ardea goliath ;
- Héron impérial – Ardea insignis ;
- Héron intermédiaire – Ardea intermedia ;
- Héron mélanocéphale – Ardea melanocephala ;
- Héron plumifère - Ardea plumifera ;
- Héron pourpré – Ardea purpurea ;
- Héron strié – Butorides striata ;
- Héron typhon – Ardea sumatrana ;
- Héron vert – Butorides virescens.

## Alimentation
La majorité des espèces de ce groupe consomme des proies aquatiques, en particulier des poissons, des amphibiens et des insectes. Toutefois, certaines se nourrissent en grande partie de proies terrestres (petits rongeurs notamment et de petits oiseaux) toute l'année ou une partie de celle-ci.

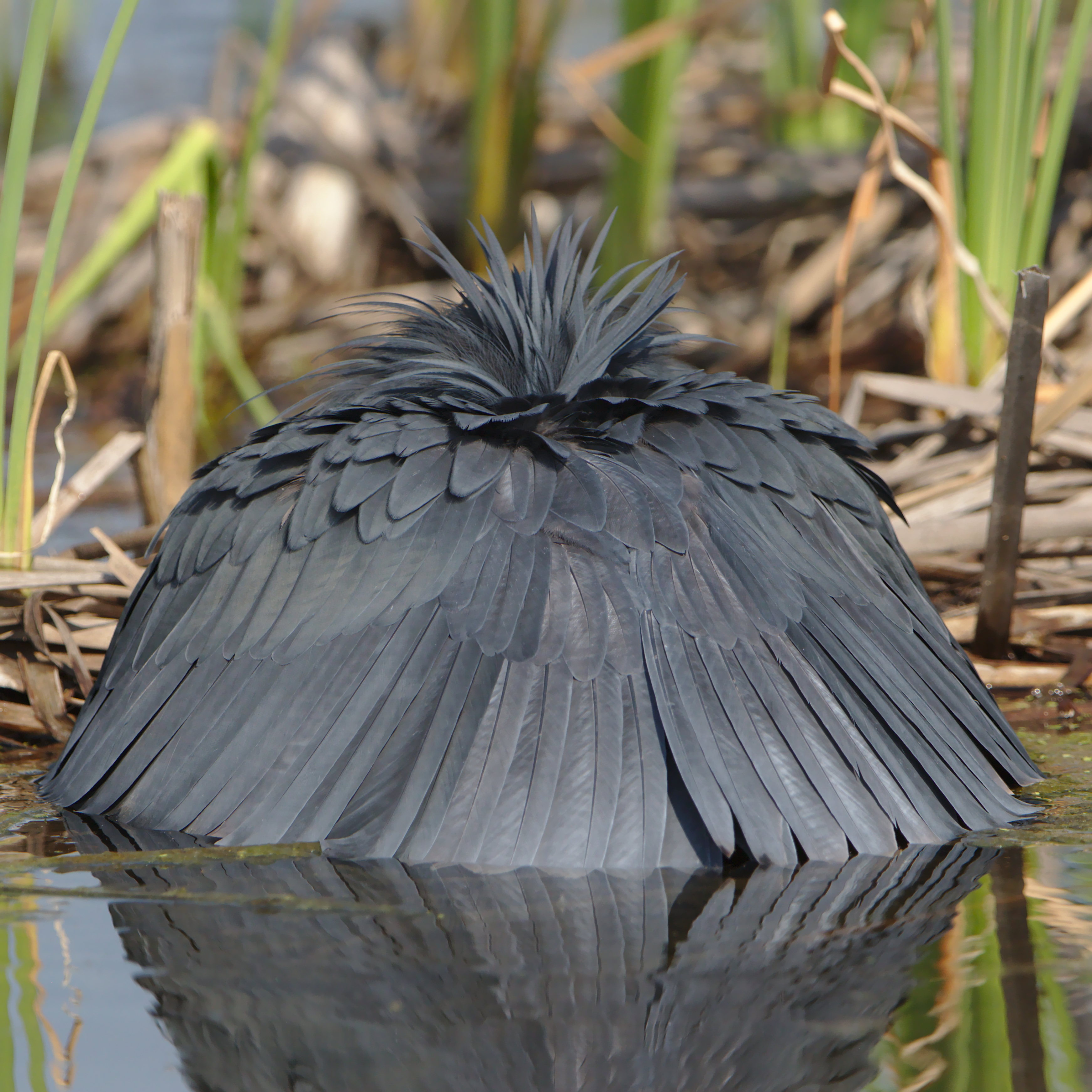
Héron noir pratiquant la chasse à l'ombrelle.

Le héron noir notamment pratique parfois la chasse à l'ombrelle, en étendant ses ailes comme une ombrelle autour de ses pieds et de sa tête. Cette technique lui permet de diminuer les reflets du soleil, et également de figer les poissons à ses pieds qui se croient alors à l'abri,,.

## Habitat

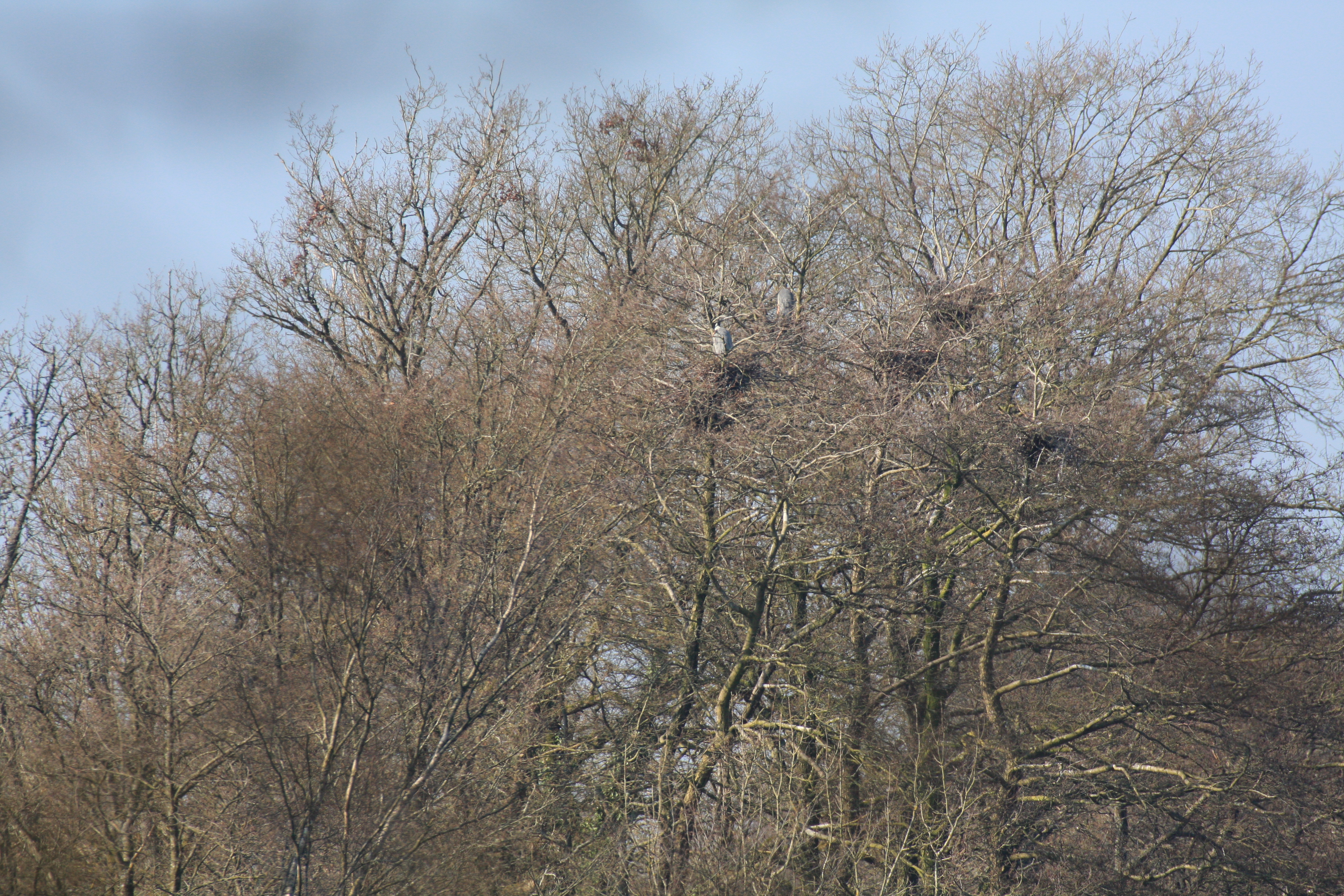
Photographie d'une héronnière près de Dun-le-Palestel.

Le héron niche dans une héronnière. Celle-ci est le plus souvent installée dans des bois et bosquets au sein de zones humides ou à proximité.